# Гал (Азербайджан)
Гале (вірм. Հալե) / Гал (азерб. Hal) — село в Нагірному Карабасі, де-факто в Кашатазькому районі Нагірно-Карабаської Республіки, де-юре в Кубатлинському районі Азербайджану.
Село розміщене на правому березі річки Воротан, за 66 км на південь від міста Бердзора.